# Сјеверовићи
Сјеверовићи су насељено мјесто у општини Трново, Федерација БиХ, Босна и Херцеговина.

## Становништво
|         | 2013.       | 1991.        | 1981.        | 1971.        |
| Укупно  | 19 (100,0%) | 43 (100,0%)  | 73 (100,0%)  | 78 (100,0%)  |
| Бошњаци | 19 (100,0%) | 41 (95,35%)1 | 70 (95,89%)1 | 70 (89,74%)1 |
| Срби    | –           | 2 (4,651%)   | 3 (4,110%)   | 8 (10,26%)   |

1. 1 На пописима од 1971. до 1991. Бошњаци су пописивани углавном као Муслимани.